# Condado de Chacón

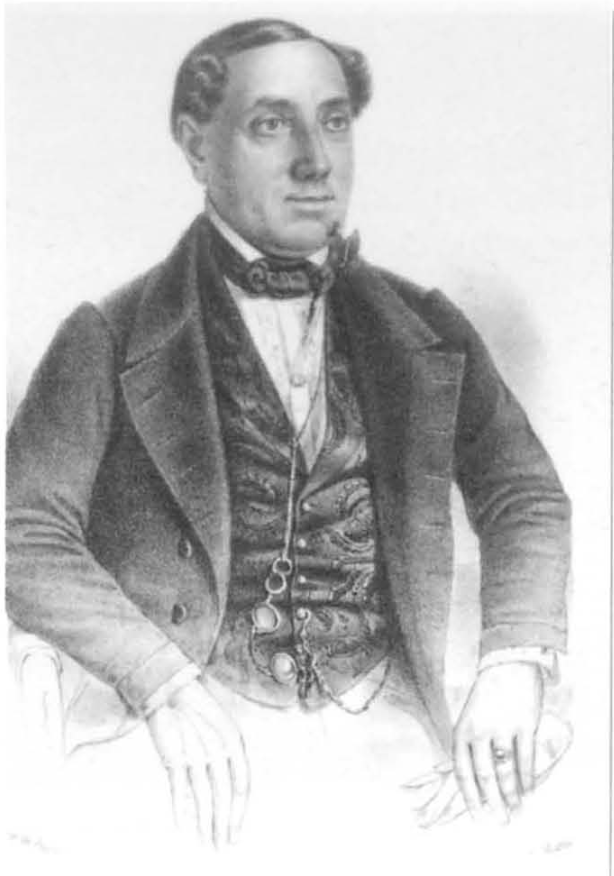
Miguel Chacón y Durán, primer conde de Chacón

El Condado de Chacón es un título nobiliario español concedido por el rey Amadeo I a don Miguel Chacón y Durán en 1871.
Miguel Chacón y Durán, nacido en Adra (provincia de Almería) el 28 de mayo de 1798, fue un hombre de negocios, magistrado y político. Ocupó numerosos cargos, tales como diputado, Magistrado, Senador, Ministro togado del Tribunal Mayor de Cuentas y gentil-hombre de cámara del Rey. El 31 de mayo de 1870, el papa Pio IX le concedió el título pontificio de Conde de Chacón. El 20 de julio de 1871 el recién llegado rey Amadeo I creó el título nobiliario español de Conde de Chacón.
El título fue sucedido de manera regular. Actualmente lo ostenta don Francisco de Borja Sanchiz Gil de Avalle, IV conde de Chacón.

## Condes de Chacón
|     | Titular                                                        | Periodo             |
|     | Creación por Amadeo I                                          | 1871                |
| --- | -------------------------------------------------------------- | ------------------- |
| I   | Miguel Chacón y Durán                                          | 1871-1878           |
| II  | Miguel Álvarez de Quindós Moya                                 | 1880-1935           |
| III | José Joaquín Sanchiz Álvarez de Quindós XXI Marqués de Pescara | 1950-1978           |
| IV  | Francisco de Borja Sanchiz Gil de Avalle                       | 1980-Actual titular |

## Historia de los Condes de Chacón
- Miguel Chacón y Durán, I conde de Chacón. Sucedió su sobrino nieto:

- Miguel Álvarez de Quindós Moya, II conde de Chacón.

1. Casó con doña Carmen González de Castejón y Elío. Fueron padres de:

- Carmen Álvarez de Quindós González de Castejón

1. Casó con don Joaquín Sanchiz y Quesada, XX Marqués de Pescara, V Marqués de Casa Saltillo, II Conde de Ulloa de Monterrey. Sucedió su hijo:

- José Joaquín Sanchiz Álvarez de Quindós (n. 7 de julio de 1904), III conde de Chacón, XXI Marqués de Pescara, VI Marqués de Casa Saltillo.

1. Casó con doña Mercedes Gil de Avalle y Gascó. Sucedió su hijo:

- Francisco de Borja Sanchiz Gil de Avalle (n. 1 de mayo de 1949), IV conde de Chacón (actual titular)

1. Casó con doña Teresa Chapa Brunet.